# 蒙特费兰特
蒙特费兰特（義大利語：Monteferrante）是意大利阿布鲁佐大区基耶蒂省的一个市镇。总面积15平方公里，人口150人，人口密度10.0人/平方公里（2009年）。ISTAT代码为069052。